# Emmanuel Ifeajuna
Emmanuel Arinze Ifeajuna (né en 1935 à Onitsha et mort le 25 septembre 1967) est un militaire et athlète nigérian.
Il joua un rôle important dans le coup d'État nigérian du 15 janvier 1966.
Il est le premier sportif noir-Africain à remporter une médaille d'or lors d'un événement sportif international en remportant la médaille d'or du saut en hauteur aux Jeux de l'Empire britannique et du Commonwealth 1954.